# Listă de actrițe porno
- Alina Plugaru
- Allysin Chaynes
- Ana Foxxx
- Asa Akira
- Ashley Long
- Asia Carrera[1]
- Audrey Bitoni
- Bambi Woods
- Barbara Dare
- Belladonna
- Black Angelika
- Carmella Bing
- Carmen Hart
- Chloe
- Christy Canyon
- Cindy Crawford
- Darryl Hanah
- Domonique Simone
- Erica Campbell
- Eve Angel
- Ginger Lynn
- Heather Hunter
- Jaimee Foxworth
- Jana Cova
- Jenna Haze
- Jenna Jameson
- Jenny Hendrix
- Jesse Jane
- Jessica Drake
- Kaitlyn Ashley
- Laura Andreșan
- Lezley Zen
- Lisa Ann
- Maria Ozawa
- Marie Luv
- Marilyn Chambers
- Michaela Schaffrath
- Monique Alexander
- Nina Hartley
- Obsession
- Rachel Ashley
- Rachel Ryan
- Racquel Darrian
- Rebeca Linares
- Sandra Romain
- Sasha Grey
- Savannah
- Sharon Kane
- Sunrise Adams
- Traci Lords
- Tyla Wynn
- Tylene Buck
- Tyra Banxxx